# O ewiges Feuer, o Ursprung der Liebe BWV 34a
O ewiges Feuer, o Ursprung der Liebe (in tedesco, "Oh fuoco eterno, oh fonte d'amore") BWV 34a è una cantata di Johann Sebastian Bach.

## Storia
La cantata O ewiges Feuer, o Ursprung der Liebe BWV 34a venne composta da Bach a Lipsia nel 1726 come cantata nuziale. In seguito, il compositore riarrangiò il lavoro e creò la O ewiges Feuer, o Ursprung der Liebe BWV 34. Parte della musica è andata perduta. Il libretto è tratto dal salmo 128, versetti 4-6, per i movimenti 3 e 4, dal Libro dei Numeri, capitolo 6 versetti 24-26, per il settimo movimento e da testi di autore sconosciuto per i rimanenti.

## Struttura
La cantata è composta per contralto solista, tenore solista, basso solista, coro, oboe I e II, flauto I e II, timpani, tromba I, II e III, violino I e II, viola e basso continuo ed è suddivisa in sette movimenti:
1. Coro: O ewiges Feuer, o Ursprung der Liebe per coro, trombe, timpani, archi e continuo.
2. Recitativo: Wie, dass der Liebe hohe Kraft per basso e continuo.
3. Aria e recitativo: Siehe, also wird gesegnet der Mann per tenore, contralto, archi e continuo.
4. Coro: Friede über Israel per tutti.
5. Aria: Wohl euch, ihr auserwählten Schafe per contralto, flauti, archi e continuo.
6. Recitativo: Das ist vor dich, o ehrenwürdger Mann, per soprano e continuo.
7. Corale: Gib, höchster Gott, auch hier dem Worte Kraft, per tutti.